# Anton Krásnohorský
Anton Krásnohorský (22 de outubro de 1925 - 25 de julho de 1988) foi um futebolista eslovaco, que atuava como atacante.

## Carreira
Anton Krásnohorský fez parte do elenco da Seleção Tchecoslovaca de Futebol que disputou a Copa do Mundo de 1954.

## Ligações Externas
- Perfil em FIFA.com (em inglês)